# Classe mitjana
La classe mitjana es defineix per oposició als privilegiats i al baix proletariat. Està formada per aquelles persones d'ingressos regulars però que no són rics, que acostumen a tenir un treball assalariat. La seva aparició és relativament recent i es deu als avanços de la societat del benestar en el capitalisme. A Espanya data dels anys 50-60, aproximadament. En les enquestes sociològiques, la majoria de persones es defineixen com de classe mitjana independentment del seu nivell de renda.
La mesocràcia és la forma de govern en la qual té preponderància la classe mitjana.

## Història i evolució del terme
Abans de la Revolució industrial, la consolidació dels canvis comercials havien afavorit l'aparició d'uns grups, no lligats a la terra, com mercaders, professionals, banquers, que es diferenciaven del que era l'aristocràcia i la massa de ciutadans. Gradualment, es va anar formant una classe social acomodada, a França va ser anomenada burgesia, com a diferenciació de les altres classes. Va ser amb la Revolució industrial que es va formar una massa obrera eix transmissor d'innovacions i descobriments, amb inversions en maquinària i transformació radical dels sistemes de producció de béns, oferint noves expectatives de creixement i consum. Alhora es va desenvolupar una classe formada per empleats, professors, petits empresaris, professions liberals, artesans, que de forma espontània, cerquen objectius socials comuns i comparteixen valors similars.

## Concepte de Classe mitjana
Els estudis teòrics d’anàlisi de l'estructura social basant-se en les classes socials es fonamenten en les aportacions de Karl Marx i Max Weber, contribucions que han estat extensament reinterpretades posteriorment.
Les classes socials són fenòmens de gran complexitat, no es pot definir per un sol factor, sinó que es tracta d'un fenomen social amb totes les dimensions possibles de l'àmbit social: econòmiques, ideològiques, psicològiques, polítiques, religioses. Una de les formes comunes d'entendre el concepte de classe és com a referència als atributs individuals i condicions de vida. Alguns dels atributs de les persones són innats i d'altres adquirits i estables i d'altres depenen de la situació social concreta en un moment determinat i, per tant, variables. La gent també es caracteritza per les condicions del lloc on viu, el seu accés a serveis sanitaris i educació. El concepte classe, amb aquesta visió, és una forma d'anomenar les interconnexions entre els atributs individuals i les condicions materials de vida de les persones. La classe identifica els atributs econòmicament importants de les persones que en determina les possibilitats i eleccions en una economia de mercat i, per tant, les seves condicions materials.
Les classes socials representen una forma d'estratificació social, on un cert grup de persones es caracteritzen segons una posició econòmica, social en una comunitat. Tradicionalment, s'ha fet servir el concepte de classe social per denominar els grups i explicar les desigualtats existents, tot i que el concepte teòric de classe social no té una traducció directa en una categoria d'anàlisi per a la recerca empírica, no hi ha consens teòric ni sobre quin ha de ser l'indicador de classe social ni sobre com s'ha de construir, així moltes de les recerques sobre desigualtat s'han realitzat sense tenir en compte la classe social perquè la seva identificació i mesura no ha estat fàcil, cosa que sí que passa amb altres variables com l'edat, el sexe, l'origen geogràfic, perquè hi ha una forma clarament establerta de com mesurar-les. Per exemple, la tradició anglosaxona d’anàlisi de dades sobre desigualtat fa servir habitualment el nivell educatiu com a indicador de classe social.
Tot i que estem en una societat oberta, amb desplegament de l'estat de benestar, d'estatus adquirit i no pas adscrit, en la qual teòricament, l'origen social no és determinant i, per tant, amb estatus no pas adscrit, el cert és que la posició social de naixença continua influint en les oportunitats de vida, perquè actuen mecanismes socials que reprodueixen la desigualtat, on els que tenen una situació dominant, de poder i privilegi, la solen mantenir.
S'anomenen classes quan conflueixen, en línia general, els diferents atributs i les condicions materials de vida. Per tant, la classe mitjana, amb aquesta hipòtesi d'estudi, es refereix a persones que es troben en la zona mitjana pel que fa a l'economia i la societat i que tenen suficient educació i diners per participar en un nivell de vida definit, amb diferents nivells de concreció, com a dominant. D'altra banda, la classe alta identificaria el grup amb una riquesa, connexions socials i altres factors que els permet viure al marge dels altres col·lectius majoritaris, i la classe baixa identifica el grup dels que manquen dels recursos educatius i culturals per viure amb seguretat per sobre de la línia de pobresa.
Tot i les diferents definicions del que s'entén per classe mitjana, a les economies avançades actuals es pot descriure com una part majoritària de la societat que comparteix uns valors determinats, que gaudeix d'una relativa estabilitat financera i d'una bona qualitat de vida. Els elements que determinen el nivell de vida còmode o confortable serien diversos, com poder tenir accés a un habitatge, bona atenció sanitària, un nivell educatiu adient, poder gaudir d'activitats d'oci, capacitat per afrontar despeses imprevistes, així com esperar una jubilació digna. Com a mesura objectiva els estudis de l'OCDE solen utilitzar l'ús dels ingressos, en tant que d'altres estudis ho fan en funció dels nivells de consum. Segons nivell salarial classes mitjanes-baixes com les que se situen entre el 75% i el 100% del salari mitjà; les classes mitjanes-mitjanes com les que se situen en un rang entre el 100% i el 125%, i les classes mitjanes-altes com les que se situen entre el 125% i el 200%.

### Classe mitjana propietària i Classe mitjana assalariada
Quan es parla de classe mitjana es refereix en general a professionals, petits comerciants, artesans, petits propietaris, empleats públics i privats. Es pot distingir entre la classe mitjana propietària, la classe mitjana assalariada. La classe mitjana propietària és una classe social del mode de producció anterior a la industrialització i, per tant, amb tendència a desaparèixer amb l’evolució del capitalisme, tot i que no és pas això el que resulta de l’anàlisi de la realitat de Catalunya, i tampoc no és el cas d'altres països europeus.
La classe mitjana propietària, empresaris i autònoms, es caracteritza per la possessió dels mitjans de producció, és a dir treballen per compte propi, en general, gaudeixen d'una situació patrimonial molt bona, tot i que pot conviure de vegades amb situacions de precarietat econòmica. La classe mitjana assalariada es caracteritza bàsicament per unes bones condicions de treball que els proporciona un nivell d'ingressos alt i els permet mantenir un nivell de despesa alt, una de les característiques del seu estil de vida. Un altre dels trets característics és el seu nivell educatiu elevat.

### Desencís en la política de la classe mitjana
Les pautes de desigualtat creixent en els països desenvolupats poden resultar perjudicials per al bon funcionament democràtic. Els rics ja poden condicionar i condicionen els processos econòmics i polítics pel seu propi benefici, d'altra banda, els més desafavorits estan distanciats moltes vegades de les decisions polítiques. Era la classe mitjana la que a mitjan segle xx valorava com a justos els sistemes econòmic i polític en països com els Estats Units, en coincidència amb una etapa de creixement econòmic que els beneficiava. Però la polarització del mercat de treball ha anat buidant la classe mitjana, amb un declivi del nivell de vida i provocant un efecte de desencís en la política que no està garantint la igualtat d'oportunitats ni lluitant contra la creixent desigualtat.

## Desigualtat mundial, globalització i classes mitjanes
En els països desenvolupats s'havia registrat una seqüència en l'evolució de la desigualtat al llarg del seu procés d'expansió, es va anar reduint des dels valors màxims a finals del segle XIX i principis del segle xx, fins als valors mínims en la dècada dels seixanta. Als anys setanta del segle xx, amb el que es pot identificar com una crisi del model de creixement fordista, es va iniciar un model basat en les mesures liberalització del comerç i liberalització financera en un marc de creixent globalització productiva i financerització, amb una reorganització productiva mundial, que afecta la distribució dels ingressos tant a l'interior dels països com en l'àmbit global. La incapacitat d'augmentar la qualificació de la població al ritme requerit pel progrés tècnic, l'increment de salaris dels més qualificats amb relació als menys qualificats, provoca una ampliació de les diferències salarials. Per tant, l'efecte de la globalització i el canvi tecnològic porta associada una desigualtat creixent en la distribució dels salaris, especialment en els països desenvolupats. Els canvis soferts en la renda entre finals del segle XXI principis del segle XXI es deriven en un augment de la renda en termes relatius pel que seria la classe mitjana-baixa mundial, amb un ascens de la classe emergent global dels països semiperifèrics, sobretot els asiàtics i, d'altra banda, els afectats negativament per la globalització, que no han incrementat el seu nivell de renda real, a més de les classes més pobres, la part de la població majoritàriament pertanyent a la classe mitjana dels països rics, que ha sofert un estancament o fins i tot caiguda de la seva renda.